# Z.B.U.K.U
Z.B.U.K.U (Michał Buczek) est un rappeur polonais né le 19 septembre 1992 à Prudnik.

## Discographie
- (2013) Że życie ma sens[2]
- (2014) Życie szalonym życiem[3]
- (2015) Kontrabanda: brat bratu bratem (feat. Chada, Bezczel)[4]
- (2016) W drodze po nieśmiertelność[5]
- (2018) Konsekwentnie

## Singles
- (2013) Torreador bitów[6]
- (2014) Chada – Jeszcze więcej ognia (feat. Bezczel, Z.B.U.K.U, Diox)[7]
- (2014) Oddech (feat. Bezczel)[8]
- (2014) Na lepsze[9]
- (2014) Młoda krew[10]
- (2016) Polska Wersja – Oddalam się (feat. Z.B.U.K.U, Bezczel)[11]

## Video
- (2012) Witam cię w Polsce[12]
- (2013) To więcej niż muzyka[13]
- (2013) Skurwysyny[14]
- (2013) Czuję to[15]
- (2013) Torreador bitów[16]
- (2013) Chcę żyć[17]
- (2013) Hip Hop Champions[18]
- (2014) Dupy kumple blanty rap[19]
- (2014) Nie będziesz pierwszy[20]
- (2014) Na lepsze[21]
- (2014) Młoda krew[22]
- (2014) Gierek[23]
- (2014) Ja i moje ziomki[24]
- (2014) Rockafeller[25]
- (2014) #Hot16Challenge[26]
- (2015) Szczęście[27]
- (2015) MVP[28]
- (2017) Korzenie[29]
- (2018) Ostatni drink[30]
- (2018) Coś ze mną nie tak[31]
- (2018) Traphouse[32]